# Lebu Airport
Lebu Airport är en flygplats i Chile.   Den ligger i provinsen Provincia de Arauco och regionen Región del Biobío, i den södra delen av landet, 500 km sydväst om huvudstaden Santiago de Chile. Lebu Airport ligger 173 meter över havet.
Terrängen runt Lebu Airport är kuperad norrut, men söderut är den platt. Havet är nära Lebu Airport åt sydväst. Närmaste större samhälle är Lebu, 5,9 km norr om Lebu Airport. 
I omgivningarna runt Lebu Airport växer i huvudsak städsegrön lövskog. Runt Lebu Airport är det ganska glesbefolkat, med 48 invånare per kvadratkilometer.